# André Gérard
Pour les articles homonymes, voir Gérard.
André Gérard, né le 7 mars 1911 à Bordeaux et mort le 26 mai 1994 à Tresses, est un gardien de but professionnel français de football. Il a également été entraineur professionnel en France.

## Carrière

### Carrière de joueur
Il commence sa carrière au sein des Girondins de Bordeaux Football Club sont déposés en préfecture le 17 octobre 1936. Les Girondins posent leur candidature pour le statut professionnel et intègrent le groupe B de deuxième division la saison suivante (1937-38).
Champion de France amateur en 1937 grâce à une victoire le 23 mai 1937 au Stade de Colombes face au FC Scionzier 2 buts à 1, il accède avec les Girondins au statut professionnel. Il gagne en 1941 la première Coupe de France des Girondins grâce à deux buts de Santiago Urtizberea. Il faudra attendre quarante-cinq ans pour voir les joueurs au scapulaire soulever de nouveau la Coupe après six finales perdues entre-temps. 
Il joue dans les buts des Girondins jusqu'en 1945 perdant en finale de la coupe de France 1943 contre l'Olympique de Marseille.

### Carrière d'entraîneur
Deux ans plus tard, il devient l'entraîneur de son équipe de toujours en remplacement de Maurice Bunyan et le 7 mai 1950, il offre le premier titre de champions de France de D1 aux Girondins ayant constitué une équipe menée par De Harder, Kargu et Libar. Les Girondins de Bordeaux sont sacrés (avec 6 points d'avance sur Lille) douze mois après leur promotion parmi l'élite : c'est alors première équipe à réaliser un tel exploit.
À la suite de cela il est l'entraîneur maudit qui subit une première défaite en finale de la coupe de France en 1952 contre l'OGC Nice puis en 1955 contre le LOSC. Avant la fin de la saison 1956-57, il est remplacé par son ancien coéquipier, Santiago Urtizberea.
À la suite de cette expérience de dix saisons, il va connaître des missions de deux ans qui lui feront visiter les équipes de Nancy, Toulon, du Stade français, de Rouen pour finalement revenir aux Girondins en remplacement de Pierre Danzelle.
Il entraîne également la Tunisie de 1963 à 1965 et remporte le Championnat arabe des nations en 1963, ainsi que la médaille d'argent des Jeux de l'Amitié de Dakar.

## Palmarès

### En tant que joueur
Girondins de Bordeaux
- Coupe de France (1) :
  - Vainqueur : 1940-41.
  - Finaliste : 1942-43.

### En tant qu'entraîneur
Girondins de Bordeaux
- Championnat de France :
  - Vainqueur : 1950
- Coupe de France :
  - Finaliste : 1952, 1955.

 Tunisie
- Coupe arabe des nations de football (1) :
  - Vainqueur : 1963